# Ugak
Ugak è una piccola isola dell'arcipelago Kodiak ed è situata nel golfo dell'Alaska, (USA). Si trova a est dell'isola Kodiak, all'entrata della Ugak Bay. Amministrativamente appartiene al Borough di Kodiak Island.
Il suo nome nativo è stato pubblicato come Oohack island nel 1814 dal capitano Lisjanskij .